# 1972 في الولايات المتحدة
فيما يلي قوائم الأحداث التي وقعت خلال عام 1972 في الولايات المتحدة.

## أحداث
- 29 ديسمبر – الخطوط الجوية الشرقية الرحلة 401
- 12 يونيو – الخطوط الجوية الأمريكية رحلة 96
- 8 ديسمبر – يونايتد إيرلاينز الرحلة 553

## سياسة

### تعيين في المنصب
- 1 يناير – بيل نيلسون عضو مجلس نواب فلوريدا.
- 1 يناير – ريتشارد دالي عضو مجلس ولاية إلينوي.
- 29 فبراير – بيتر جورج بيترسون وزير التجارة الأمريكي.
- 4 مايو – جون وارنر الأمين العام.
- 12 يونيو – ريتشارد كليندينست نائب عام الولايات المتحدة.

### انتهاء فترة المنصب
- 1 يناير – ليو رايان عضو جمعية ولاية كاليفورنيا.
- 15 فبراير – موريس ستانس وزير التجارة الأمريكي.
- 1 مارس – جون ميتشيل نائب عام الولايات المتحدة.
- 2 مايو – إدغار هوفر رئيس مكتب التحقيقات الفيدرالي.
- 4 مايو – جون تشافي الأمين العام.
- 12 يونيو – جون كونالي وزير الخزانة الأمريكي.

## رياضة
- 1 يناير – أمريكا المفتوحة 1972
- 8 أكتوبر – جائزة الولايات المتحدة الكبرى 1972 الفائز جاكي ستيورات.

## ظهور
- 1 يناير – آفاق الصحة البيئية مجلة.
- 1 يناير – ستيلي دان
- 1 يناير – علم الأورام النسائي
- 1 يونيو – مس.
- 1 سبتمبر – ذا والتونز

## أفلام
من الأفلام التي صدرت هذه السنة في الولايات المتحدة:
- 1 يناير – البيت الأخير على اليسار من إخراج ويس كرافن.
- 1 يناير – الفراشات حرة من إخراج Milton Katselas [الإنجليزية]‏.
- 1 يناير – المرشح من إخراج مايكل ريتشي.
- 1 يناير – حلق عميق من إخراج جيرارد داميانو.
- 1 يناير – ملهى من إخراج بوب فوس.
- 15 مارس – العراب من إخراج فرانسيس فورد كوبولا.
- 30 يوليو – الخلاص من إخراج جون بورمان.
- 7 أكتوبر – الرابط الفرنسي من إخراج ويليام فريدكن.
- 13 ديسمبر – مغامرة بوسيدون من إخراج رونالد نيوم.
- 17 ديسمبر – رحلات مع عمتي من إخراج جورج كوكور.
- 19 ديسمبر – برتقالة آلية من إخراج ستانلي كوبريك.

## برامج ومسلسلات وأنمي
- عالم آخر
- بيويتشد
- بونانزا
- كولمبو
- مودي
- حي السيد روجرز
- أز ذا وورلد تيرنز
- سامرسيت
- غان سموك
- هاواي فايف أو
- غايدنغ لايت

## كتب
من الكتب التي صدرت هذه السنة في الولايات المتحدة:
- 1 يناير – كيف تقرأ كتابا؟ من تأليف تشارلز فان دورين، مورتيمر أدلر.
- 1 يناير – نيك آدامز من تأليف إرنست همينغوي.

## مواليد

### يناير
- 1 يناير – آدم زوبين
- 1 يناير – بريان أكتون
- 1 يناير – جوش سينجر كاتب سيناريو أمريكي.
- 1 يناير – راكيل برايس
- 1 يناير – شين كاروث
- 1 يناير – مارك أبن مبرمج من الولايات المتحدة الأمريكية.
- 1 يناير – نيكولاس ميريل ل
- 1 يناير – ويلي بامز ملاكم من الولايات المتحدة الأمريكية.
- 4 يناير – جون رويز
- 5 يناير – أرييل ماكدونالد لاعب كرة سلة من الولايات المتحدة الأمريكية.
- 11 يناير – أماندا بيت ممثلة أمريكية.
- 11 يناير – مارك بلوكاس
- 13 يناير – نيكول إيجيرت ممثلة أمريكية.
- 19 يناير – دريا دي ماتو ممثلة أمريكية.
- 19 يناير – رون كيلينغز
- 20 يناير – نيكي هالي السفيرة الدائمة للولايات المتحدة الأمريكية لدى الامم المتحدة.
- 22 يناير – غابرييل ماخت ممثل أمريكي.
- 24 يناير – ستفين سميث لاعب كرة سلة أمريكي.

### فبراير
- 5 فبراير – لوك غرينفيلد ممثل ومخرج أمريكي.
- 6 فبراير – شون ريسبيرت لاعب كرة سلة أمريكي.
- 7 فبراير – ايسانس اتكنز ممثلة أمريكية.
- 7 فبراير – روبين ليفلي
- 8 فبراير – بيغ شو
- 8 فبراير – مولي غودنبور
- 9 فبراير – جايسون جورج
- 9 فبراير – كريسبين فريمان
- 11 فبراير – كيلي سلاتر
- 11 فبراير – هولتر غراهام ممثل أمريكي.
- 16 فبراير – ساره كلارك
- 17 فبراير – بيلي جو آرمسترونغ
- 22 فبراير – مايكل تشانج لاعب كرة مضرب أمريكي.
- 23 فبراير – جيمي واتسون لاعب كرة سلة من الولايات المتحدة الأمريكية.
- 26 فبراير – كيث فيرغسون
- 27 فبراير – سوزان ياغلي ممثلة أمريكية.
- 28 فبراير – روري كوكران
- 29 فبراير – شاول وليامز

### مارس
- 5 مارس – براين غرانت لاعب كرة سلة أمريكي.
- 6 مارس – شاكيل أونيل لاعب كرة سلة أمريكي.
- 7 مارس – نيت كامبل ملاكم من الولايات المتحدة الأمريكية.
- 9 مارس – أنتوني كروز
- 10 مارس – تمبالاند موسيقي أمريكي.
- 13 مارس – لي ألين بيكر ممثلة أمريكية.
- 17 مارس – ميا هام لاعبة كرة قدم أمريكية.
- 18 مارس – داين كوك
- 25 مارس – لورانس موتن لاعب كرة سلة أمريكي.
- 26 مارس – ليزلي مان ممثلة أمريكية.
- 27 مارس – تشارلي هاس مصارع محترف من الولايات المتحدة الأمريكية.
- 28 مارس – مايكل سميث لاعب كرة سلة من الولايات المتحدة الأمريكية.
- 29 مارس – إيرنست كلاين كاتب من الولايات المتحدة الأمريكية.
- 29 مارس – خوسيه لوبيز ملاكم من الولايات المتحدة الأمريكية.
- 31 مارس – إيفان ويليامز

### أبريل
- 3 أبريل – جيني جارث
- 4 أبريل – جيل سكوت
- 5 أبريل – نيما أركاني حامد فيزيائي أمريكي.
- 6 أبريل – ديكي سيمبكينز لاعب كرة سلة أمريكي.
- 8 أبريل – سونغ كانغ ممثل أمريكي.
- 9 أبريل – فال ويتينغ لاعبة كرة سلة أمريكية.
- 15 أبريل – فيكي جونسون لاعبة كرة سلة أمريكية.
- 17 أبريل – جينيفر غارنر
- 18 أبريل – إيلي روث
- 19 أبريل – جنيفر بيني تايلور ممثلة أمريكية.
- 20 أبريل – كارمن إلكترا

### مايو
- 1 مايو – جولي بنز ممثلة أمريكية.
- 2 مايو – دوين جونسون
- 3 مايو – ديفيد فنسنت
- 5 مايو – ستيف كيلر
- 8 مايو – برايان تايلر
- 9 مايو – دانا بيرينو
- 9 مايو – ليزا آن ممثلة اباحية.
- 10 مايو – كاري غوفي
- 11 مايو – أوبا كار ملاكم من الولايات المتحدة الأمريكية.
- 14 مايو – غابرييل مان
- 15 مايو – آندي سيغل لاعب كرة سلة أمريكي.
- 15 مايو – ألبرت بورديت لاعب كرة سلة أمريكي.
- 15 مايو – أنطونيو لانغ لاعب كرة سلة أمريكي.
- 17 مايو – غرانت جورج
- 18 مايو – ديفين بوين لاعب كرة مضرب من الولايات المتحدة.
- 20 مايو – بستا رايمز
- 21 مايو – نوتوريوس بي. آي. جي.
- 22 مايو – آنا بلكناب ممثلة أمريكية.
- 22 مايو – اليسون إيستوود
- 22 مايو – ماكس بروكس مؤلف أمريكي.
- 25 مايو – أوكتافيا سبنسر ممثلة أمريكية.
- 29 مايو – بيل كيرلي لاعب كرة سلة أمريكي.
- 29 مايو – لانس ويتيكر ملاكم من الولايات المتحدة الأمريكية.
- 31 مايو – جون جودينا منافِس أوليمبي من الولايات المتحدة الأمريكية.
- 31 مايو – ديفين غراي لاعب كرة سلة أمريكي.
- 31 مايو – سارة سايدنر صحفية أمريكية.

### يونيو
- 1 يونيو – ريك غوميز ممثل أمريكي.
- 2 يونيو – واين برادي
- 6 يونيو – فرانكي كينغ لاعب كرة سلة أمريكي.
- 14 يونيو – ريك برونسون
- 15 يونيو – ماركوس هاهنيمان لاعب كرة قدم ألماني.
- 16 يونيو – آندي وير كاتب أمريكي.
- 16 يونيو – شونل سكوت لاعب كرة سلة أمريكي.
- 19 يونيو – براين مكبرايد لاعب كرة قدم أمريكي.
- 19 يونيو – روبن توني ممثلة أمريكية.
- 20 يونيو – جو سبينكس
- 23 يونيو – سلمى بلير ممثلة أمريكية.
- 28 يونيو – أليساندرو نيفولا ممثل أمريكي.
- 28 يونيو – جون هيدينيريتش
- 29 أكتوبر – غابرييلي يونيون ممثلة أمريكية.
- 29 يونيو – دي جاي شادو
- 29 يونيو – سامانثا سميث
- 29 يونيو – صهيب ويب

### يوليو
- 5 يوليو – تيد برايس رائد أعمال من الولايات المتحدة الأمريكية.
- 7 يوليو – ليزا ليزلي لاعبة كرة سلة من الولايات المتحدة الأمريكية.
- 10 يوليو – هارفي سانتانا سياسي أمريكي.
- 12 يوليو – ترافيس بيست لاعب كرة سلة أمريكي.
- 13 يوليو – أنيش شوبرا
- 13 يوليو – اكس باك
- 14 يوليو – لو رو لاعب كرة سلة أمريكي.
- 15 يوليو – جون أوبراين لاعب كرة قدم أمريكي.
- 15 يوليو – خالد ريفز لاعب كرة سلة أمريكي.
- 15 يوليو – سكوت فولي
- 17 يوليو – إريك ويليامز لاعب كرة سلة أمريكي.
- 17 يوليو – دوني مارشال لاعب كرة سلة أمريكي.
- 21 يوليو – كوري كوبير موسيقية أمريكية.
- 23 يوليو – مارلون ويانز
- 24 يوليو – جوش روشينق صحفي أمريكي.
- 25 يوليو – أمير منصور ملاكم من الولايات المتحدة الأمريكية.
- 27 يوليو – مايا رودولف
- 28 يوليو – إليزابيث بيركلي ممثلة أمريكية.
- 29 يوليو – أتو إساندوه ممثل أمريكي.
- 29 يوليو – ويل ويتون
- 31 يوليو – أنطونيو لاريل ديفيس ملاكم من الولايات المتحدة الأمريكية.
- 31 يوليو – ديريك فيلبس

### أغسطس
- 1 أغسطس – توماس وودس
- 1 أغسطس – ديفون دادلي مصارع محترف من الولايات المتحدة الأمريكية.
- 2 أغسطس – ماثيو ديل نيغرو ممثل أمريكي.
- 3 أغسطس – بريغيد برانا ممثلة أمريكية.
- 4 أغسطس – مايكل غرانت ملاكم من الولايات المتحدة الأمريكية.
- 8 أغسطس – آل ليتسون كاتب أمريكي.
- 9 أغسطس – ليز فاسي ممثلة أمريكية.
- 10 أغسطس – أنجي هارمون
- 11 أغسطس – روجر فان ممثل أمريكي.
- 13 أغسطس – كريستال الين ممثلة أمريكية.
- 14 أغسطس – إد أوبانون
- 15 أغسطس – بن أفليك ممثل ومخرج وكاتب سيناريو أمريكي.
- 15 أغسطس – ماثيو وود ممثل أمريكي.
- 19 أغسطس – جيمس كومير سياسي من الولايات المتحدة الأمريكية.
- 20 أغسطس – ديريك ألستون لاعب كرة سلة أمريكي.
- 20 أغسطس – ملفين بوكر لاعب كرة سلة أمريكي.
- 24 أغسطس – إيفا ديفورني مخرجة أفلام أمريكي.
- 25 أغسطس – توني دوماس لاعب كرة سلة أمريكي.
- 30 أغسطس – كاميرون دياز ممثلة أمريكية.

### سبتمبر
- 1 سبتمبر – جوش ديفيس سباح أمريكي.
- 4 سبتمبر – كارلوس بونسي
- 6 سبتمبر – أنيكا نوني روز
- 6 سبتمبر – جوستينا ماشادو ممثلة أمريكية.
- 6 سبتمبر – ديلان برونو ممثل أمريكي.
- 10 سبتمبر – جيمس دوفال ممثل أمريكي.
- 11 سبتمبر – مارك بوب
- 12 سبتمبر – تيريل كاسل لاعب كرة سلة أمريكي.
- 16 سبتمبر – مايك دويل
- 17 سبتمبر – روبن غالفان ملاكم من الولايات المتحدة الأمريكية.
- 19 سبتمبر – إيمي فرايزر لاعبة كرة مضرب من الولايات المتحدة.
- 20 سبتمبر – إدي كاسيانو
- 21 سبتمبر – راندولف تشايلدرس لاعب كرة سلة أمريكي.
- 22 سبتمبر – ديريك جينر ملاكم من الولايات المتحدة الأمريكية.
- 23 سبتمبر – جيرمين دوبري موسيقي أمريكي.
- 27 سبتمبر – جوينيث بالترو
- 28 سبتمبر – ديتا فون تيسي
- 28 سبتمبر – ستيفي جونستون ملاكم من الولايات المتحدة الأمريكية.

### أكتوبر
- 1 أكتوبر – آرت لونغ لاعب كرة سلة أمريكي.
- 2 أكتوبر – آرون ماكي لاعب كرة سلة أمريكي.
- 4 أكتوبر – كورت توماس لاعب كرة سلة أمريكي.
- 5 أكتوبر – غرانت هيل
- 8 أكتوبر – تيري بالسامو
- 8 أكتوبر – ديدي باري
- 10 أكتوبر – جويل كارتر
- 11 أكتوبر – شيروكي باركس لاعب كرة سلة أمريكي.
- 14 أكتوبر – إريكا دي لوني لاعبة كرة مضرب أمريكية.
- 14 أكتوبر – ناعومي بانكس ممثلة اباحية أمريكية.
- 15 أكتوبر – فريد هويبيرج
- 17 أكتوبر – إمينيم إمينيم.
- 23 أكتوبر – تيفاني ميلبريت لاعبة كرة قدم أمريكية.
- 24 أكتوبر – جوناثان ريد ملاكم من الولايات المتحدة الأمريكية.
- 28 أكتوبر – مايكل هوكينز لاعب كرة سلة أمريكي.
- 29 أكتوبر – تريسي إليس روس
- 29 أكتوبر – روندا بليدز
- 29 أكتوبر – غابرييلي يونيون ممثلة أمريكية.
- 31 أكتوبر – كليفورد روزير لاعب كرة سلة أمريكي.

### نوفمبر
- 1 نوفمبر – جيني مكارثي
- 5 نوفمبر – كوري لوسيوس لاعب كرة سلة أمريكي.
- 6 نوفمبر – ريبيكا رومين
- 7 نوفمبر – حازم رحمن ملاكم من الولايات المتحدة الأمريكية.
- 7 نوفمبر – كريستوفر دانيال بارنز
- 8 نوفمبر – غريتشن مول ممثلة وعارضة سابقة أمريكية.
- 9 نوفمبر – إيريك دين ممثل أمريكي.
- 9 نوفمبر – بولا برودويل
- 10 نوفمبر – حسين عبد الستار[1]
- 12 نوفمبر – إيفان بارون لاعب كرة مضرب أمريكي.
- 14 نوفمبر – أماندا وين لي
- 14 نوفمبر – جوش دوهامل
- 14 نوفمبر – ماط بلوم
- 16 نوفمبر – براندي غلانفيل
- 17 نوفمبر – ليونارد روبرتس ممثل من الولايات المتحدة.
- 19 نوفمبر – براد ويلسون لاعب كرة قدم من الولايات المتحدة الأمريكية.
- 23 نوفمبر – فيرونيكا أفلوف
- 23 نوفمبر – كريس أدلر
- 25 نوفمبر – جيرارد كينغ لاعب كرة سلة أمريكي.
- 26 نوفمبر – جيمس داشنر مؤلف أمريكي.
- 29 نوفمبر – بريان بومغارتنر ممثل أمريكي.
- 29 نوفمبر – جمال ماشبورن لاعب كرة سلة أمريكي.

### ديسمبر
- 1 ديسمبر – أنتوني بيليه لاعب كرة سلة أمريكي.
- 2 ديسمبر – ألان هندرسون لاعب كرة سلة أمريكي.
- 2 ديسمبر – إرنستو زافالا ملاكم من الولايات المتحدة الأمريكية.
- 4 ديسمبر – هوارد إيسلي لاعب كرة سلة أمريكي.
- 6 ديسمبر – سارة رافيرتي ممثلة أمريكية.
- 7 ديسمبر – كريستا كامبيل
- 9 ديسمبر – ريكو إيلزورث ممثلة أمريكية.
- 10 ديسمبر – تارا سوبكوف ممثلة أمريكية.
- 13 ديسمبر – أميريكان مكغي
- 14 ديسمبر – مايك هيل متسابق دراجات نارية من الولايات المتحدة الأمريكية.
- 18 ديسمبر – جيسون مانتزوكس
- 19 ديسمبر – أليسا ميلانو
- 20 ديسمبر – إريك هاردينغ ملاكم من الولايات المتحدة الأمريكية.
- 26 ديسمبر – بن ديفيس لاعب كرة سلة أمريكي.
- 27 ديسمبر – توماس براون ممثل أمريكي.
- 27 ديسمبر – كيفن أولي
- 28 ديسمبر – جريج كوليدج
- 30 ديسمبر – لورين ماير لاعب كرة سلة أمريكي.

## وفيات

### يناير
- 17 يناير – بيتي سميث (مواليد 1896)
- 17 يناير – روشيل هدسون (مواليد 1916) ممثلة من الولايات المتحدة الأمريكية.
- 24 يناير – جيروم كوان (مواليد 1897) ممثل من الولايات المتحدة.
- 24 يناير – جين لوكاس (مواليد 1900)
- 27 يناير – ماهاليا جاكسون (مواليد 1911)

### فبراير
- 2 فبراير – نتالي كليفورد بارني (مواليد 1876)
- 20 فبراير – والتر وينشل (مواليد 1897)

### مارس
- 5 مارس – جيمي دوغلاس (مواليد 1898) لاعب كرة قدم أمريكي.
- 12 مارس – لويس مورديل (مواليد 1888)
- 16 مارس – جاين جرانت (مواليد 1892) صحفية من الولايات المتحدة.
- 29 مارس – فرانسيس باوز ساير (مواليد 1885)

### أبريل
- 6 أبريل – بريان دونليفي (مواليد 1901)
- 9 أبريل – جيمس بيرنز (مواليد 1882) سياسي أمريكي.
- 15 أبريل – فرانك نايت (مواليد 1885) عالم اقتصاد أمريكي.
- 16 أبريل – دين ماتي (مواليد 1890)
- 26 أبريل – آرثر سمرفيلد (مواليد 1899) سياسي من الولايات المتحدة الأمريكية.

### مايو
- 2 مايو – إدغار هوفر (مواليد 1895) ضابط من الولايات المتحدة الأمريكية.
- 3 مايو – بروس كابوت (مواليد 1904)
- 4 مايو – إدوارد كندال (مواليد 1886) كيميائي أمريكي.
- 5 مايو – فرانك تاشلين (مواليد 1913)
- 13 مايو – دان بلوكر (مواليد 1928)
- 14 مايو – لي سافولد (مواليد 1916) ملاكم من الولايات المتحدة الأمريكية.
- 31 مايو – والتر جاكسون فريمان الثاني (مواليد 1895)

### يونيو
- 9 يونيو – إدوارد كريستوفر ينت (مواليد 1889) فيزيائي أمريكي.
- 12 يونيو – إدموند ويلسون (مواليد 1895)
- 13 يونيو – ناثان بور (مواليد 1913) ملاكم من الولايات المتحدة الأمريكية.
- 17 يونيو – غيل هنري (مواليد 1893) ممثلة أمريكية.
- 18 يونيو – ميلتون هيومايسون (مواليد 1891) عالم فلك أمريكي.
- 23 يونيو – فرينغتون دانيلز (مواليد 1889)

### يوليو
- 6 يوليو – براندون ديوايلد (مواليد 1942)
- 9 يوليو – زورا فولي (مواليد 1932) سياسي أمريكي.
- 23 يوليو – إستر أبلين عالمة جيولوجيا وعالمة أحفوريات أمريكية (ولدت عام 1895).
- 29 يوليو – كونراد فيرنون مورتون (مواليد 1905) عالم نبات أمريكي.

### أغسطس
- 5 أغسطس – فريد لاكور (مواليد 1938) لاعب كرة سلة من الولايات المتحدة الأمريكية.
- 8 أغسطس – إدي مشن (مواليد 1932) ملاكم من الولايات المتحدة الأمريكية.
- 28 أغسطس – هاري غولد (مواليد 1911) كيميائي أمريكي.
- 28 أغسطس – وبستر كامبل (مواليد 1893) ممثل من الولايات المتحدة الأمريكية.

### سبتمبر
- 2 سبتمبر – ريجي هاردينغ (مواليد 1942) لاعب كرة سلة أمريكي.
- 6 سبتمبر – ديفيد مارك بيرغر (مواليد 1944) ربّاع إسرائيلي.
- 12 سبتمبر – ويليام بويد (مواليد 1895) ممثل أمريكي.
- 14 سبتمبر – لين تشاندلر (مواليد 1899) ممثل من الولايات المتحدة الأمريكية.

### أكتوبر
- 8 أكتوبر – بريسكوت شيلدون بوش (مواليد 1895) سياسي أمريكي.
- 16 أكتوبر – هيل بوغز (مواليد 1914) سياسي أمريكي.
- 20 أكتوبر – هارلو شابلي (مواليد 1885) عالم فلك أمريكي.
- 24 أكتوبر – جاكي روبينسون (مواليد 1919)

### نوفمبر
- 1 نوفمبر – عزرا باوند (مواليد 1885)
- 23 نوفمبر – ماري ويلسون (مواليد 1916)
- 29 نوفمبر – كارل ستالينغ (مواليد 1891)

### ديسمبر
- 9 ديسمبر – لويلا بارسونز (مواليد 1881)
- 26 ديسمبر – هاري ترومان (مواليد 1884) في عهده ألقيت القنبلة النووية على اليابان.
- 29 ديسمبر – جوزيف كورنيل (مواليد 1903) فنان أمريكي.
- 31 ديسمبر – روبرتو كليمنت (مواليد 1934)